# Blogger
Un blogger este o persoană care creează și publică conținut online pe un blog, folosind internetul ca platformă de exprimare și comunicare. Bloggerii sunt extrem de diverși, provenind din medii variate și având motivații diferite, de la pasiuni personale la obiective profesionale sau sociale.
Blogurile pot fi clasificate în trei categorii principale:
1. Bloguri personale: se concentrează pe interese, experiențe sau opinii individuale, fără legături directe cu cariera sau activitatea profesională.
2. Bloguri profesionale: abordând subiecte specifice unui domeniu sau unei industrii, acestea reflectă expertiza autorului, dar nu reprezintă în mod oficial o companie.
3. Bloguri corporative: gestionate de companii, aceste bloguri sunt instrumente oficiale de promovare, comunicare sau informare.

Pentru mulți, bloggingul este o activitate complementară, nu o ocupație principală. Bloggerii pot avea profesii variate – de la medici și ingineri la artiști sau antreprenori – și utilizează blogul ca un mijloc de a-și împărtăși ideile, de a conecta comunități sau de a influența opinii. Astfel, bloggingul devine o punte între vocație și pasiune, oferind un spațiu unic de exprimare.